# البک (قندهار)
البک (به لاتین: Ilbak) یک منطقهٔ مسکونی در افغانستان است که در ولایت قندهار واقع شده‌است.